# Marienplatz (Monachium)

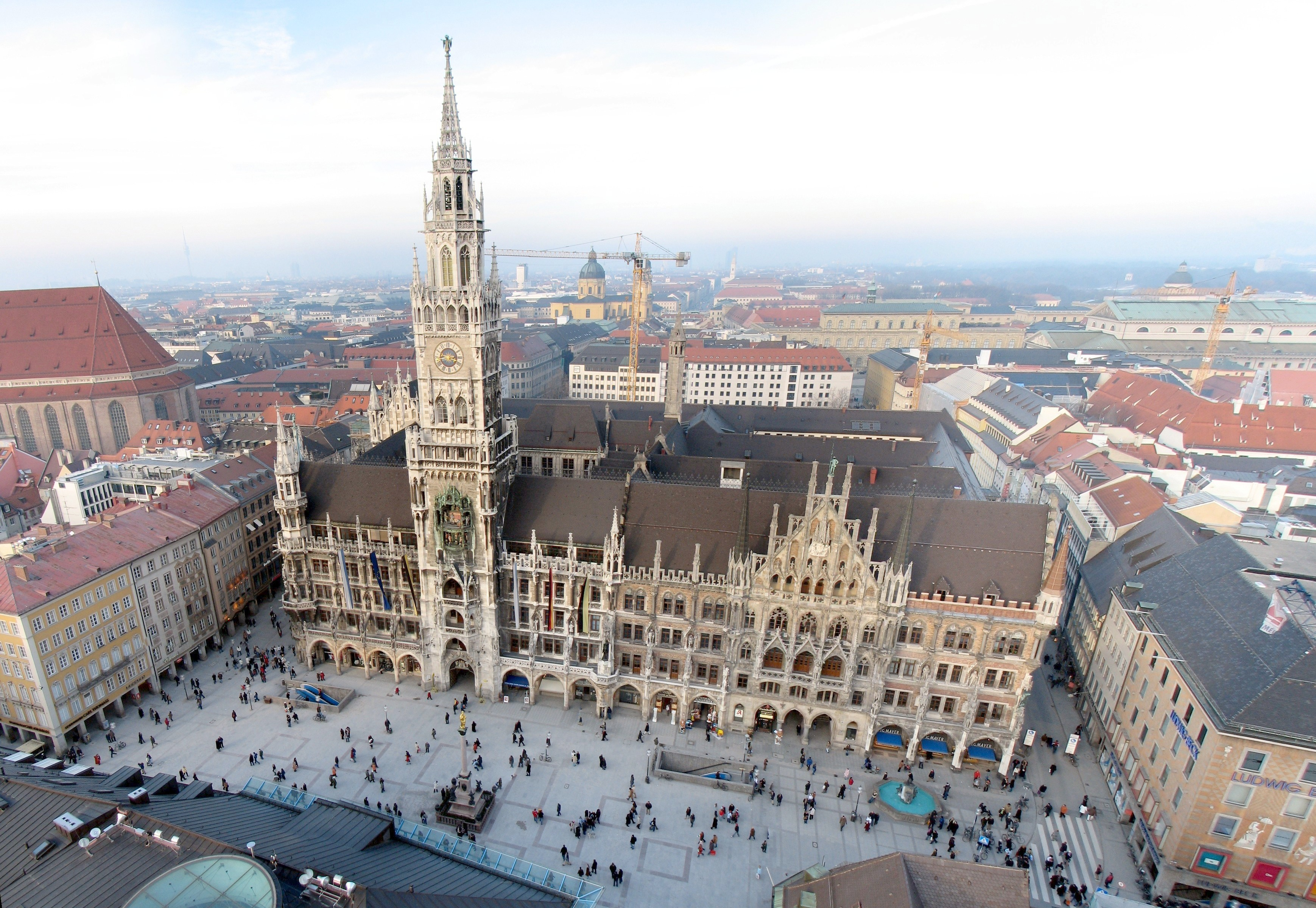
Nowy Ratusz na Marienplatz

Marienplatz (z niem. Plac Mariacki) – centralny plac miejski w Monachium w Bawarii. Wokół niego skupiają się najważniejsze i najstarsze zabytki miasta. Znajdują się tu dwa ratusze, stary i nowy.
Plac wytyczony został za panowania Henryka Lwa w drugiej połowie XII wieku. Nazwa placu nadana została w 1807 na cześć Świętej Marii, która miała uchronić miasto przed epidemią cholery. W 1638 r. wzniesiono kolumnę maryjną (niem. Mariensäule), upamiętniającą koniec szwedzkiej inwazji. Złoty posąg, pochodzi z 1590 roku i jest dziełem Huberta Gerharda. Cztery cherubiny powstałe w roku 1638, symbolizują zwycięstwa nad klęskami głodu, wojny, plag i herezji. Innym elementem dekoracyjnym placu jest Fischbrunnen (fontanna rybna), wybudowana w latach 1862–1865 przez Konrada Knolla. Fontanna została zrekonstruowana w 1954 roku po zniszczeniach z ostatniej wojny. Kilka dni przed Bożym Narodzeniem odbywa się tu Weihnachtsmarkt, zwany lokalnie Christkindlmarkt będący jedną z największych tego typu imprez na świecie.
Pod placem znajduje się duża stacja przesiadkowa dla pasażerów linii metra i S-Bahn.

## Zobacz też

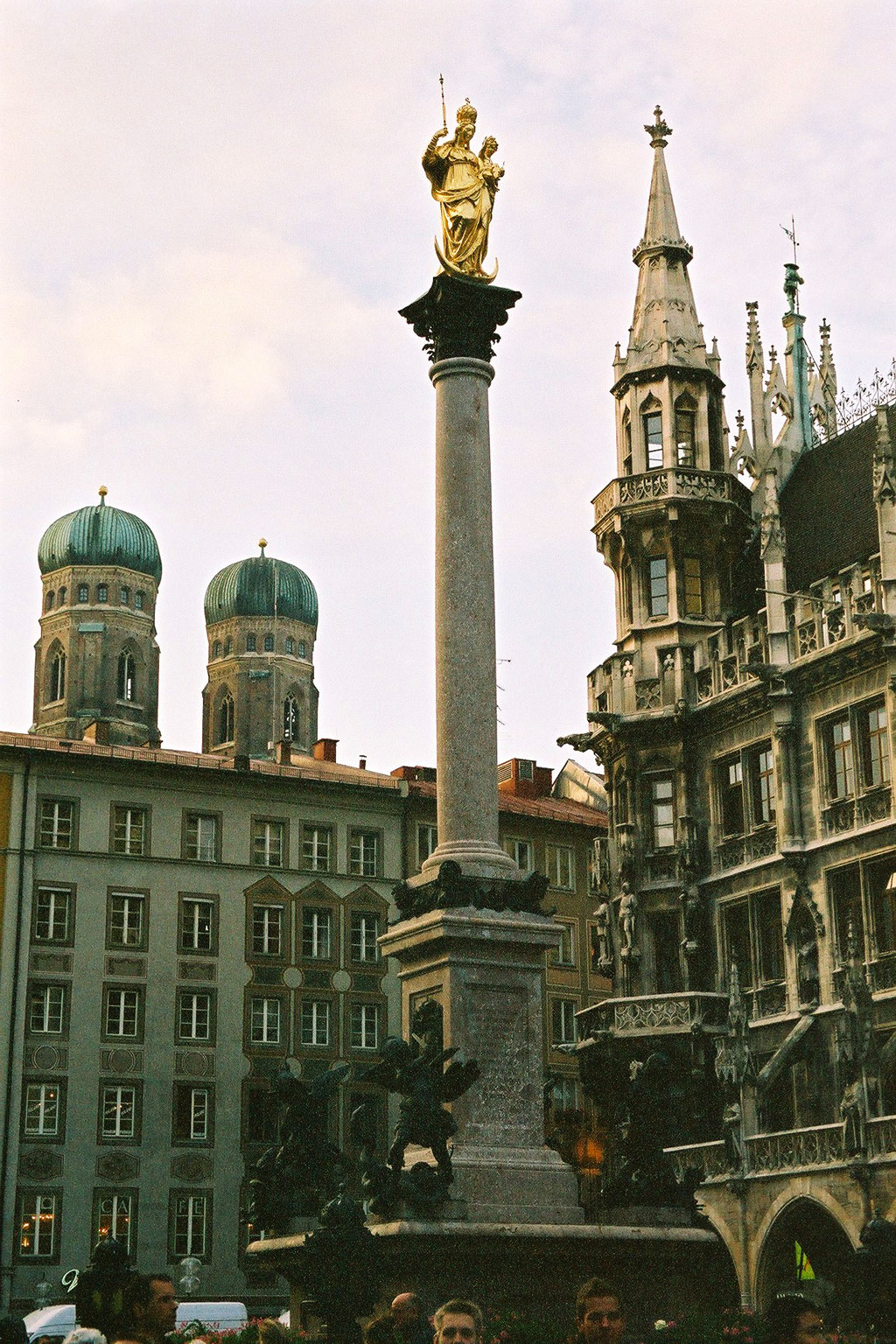
Mariensäule